# 日禅
日禅（にちぜん、生年不詳 - 元徳3年/元弘元年3月12日（1331年4月19日））は、鎌倉時代中期から後期にかけての法華宗の僧。日興の高弟子、本六の一人。少輔房と号す。大石寺塔中南之坊開基。

## 略歴
- 建治元年（1275年）、日興の教化により駿河熱原滝泉寺寺家下野房日秀・越後房日弁・少輔房日禅・三河房頼円及び在家若干帰伏して弟子となる。
- 建治2年（1276年）、滝泉寺院主代行智遂に下野房日秀・越後房日弁・少輔房日禅・三河房頼円に称名念佛の誓状を求む、頼円之に応じ三師擯出せらる、日禅は河合に日秀・日弁は寺中に在りて弘教す。
- 弘安3年（1280年）5月9日、本尊を少輔公日禅に授与。
- 正応3年（1290年）、日禅、大石寺塔中南之坊を創す。
- 元徳2年（1330年）、大進阿日助・少輔阿日禅、日興の命により富士上野に東光寺を創す。少輔阿日禅、駿河府中に妙音寺を創す。
- 元弘元年（1331年）3月12日、南之坊開基少輔阿日禅、同坊に寂。

## 日禅授与本尊[1]
通称、日禅授与本尊（にちぜんじゅよほんぞん）と呼ばれるものは、弘安3年（1280年）5月9日に日禅に授与された本尊で、禅師本尊ともいう。日蓮の真筆であり北山本門寺と大石寺に、同じものが保存されているといわれ、真筆が2枚存在しているのは、いつのころか何者かが真筆を剥離して2枚にしたものであるといわれていた。北山蔵が表面で、大石蔵は裏面とされている。近年、不鮮明ながら大石寺の日禅授与本尊の写真が出版され、2つの本尊がよく似てはいるが別物であることが指摘された[1]。また日禅授与本尊の中央の題目の文字が戒壇の大御本尊のそれと良く似ているとの指摘がある。